# 毛高文
毛高文（1936年2月9日—2019年10月28日），生於浙江奉化，曾任國立清華大學校長、教育部部長、考試院副院長、蔣經國國際學術交流基金會董事長等職位。

## 經歷
毛高文的家族出身浙江奉化溪口鎮巖頭村。其祖父毛贊廷，與蔣經國的生母毛福梅為同族兄妹，在輩份上，蔣經國為毛高文的表叔。其父毛景彪，中華民國陸軍中將，曾任國民政府軍事委員會委員。外祖父為譚延闓，其母譚莉，為譚祥之妹，陳誠為毛高文的姨丈。
國立台灣大學化學工程系畢業，美國加州大學柏克萊分校化工碩士、卡內基美隆大學化工博士，曾任美國通用汽車公司工程師，1972年返台後擔任國立清華大學工業化學系系主任、工學院院長，任內曾主持電動車的研製計劃。1978年任國立台灣工業技術學院（現為國立台灣科技大學）院長。1981年接任國立清華大學校長，創立人文社會學院。1987年擔任教育部長，任內積極減輕國民中學學生課業負擔，主張「課程要儘量簡化和淺化」，推動教育解嚴，並於1989年刪除教科書中吳鳳「捨身取義」的故事。，另不顧莘莘大眾反對推動自願就學方案作為國中生畢業後免試升學之依據。
1993年任考試院副院長。1996年至2002年任駐哥斯大黎加共和國特命全權大使。
2019年10月28日，因病逝世於台北榮民總醫院，享壽八十三歲。

## 荣誉

### 中华民国勋章奖章
- 三等景星勋章（1999年5月18日批准[6]）

## 家庭
其妻金梅琳。